# Serie A 2003-2004 (rugby a 15)
La serie A 2003-04 fu il 70º campionato di seconda divisione di rugby a 15 in Italia.
Si tenne dal 19 ottobre 2003 al 23 maggio 2004 tra 20 squadre divise in due gironi da 10 squadre ciascuna le cui vincenti si affrontarono in una doppia gara di play-off per decidere la promossa in Super 10.
Inoltre, stante l'allargamento del torneo a 24 squadre per la stagione successiva furono decise solo 2 retrocessioni delle 4 inizialmente previste.
I due gironi furono vinti da Amatori Catania e Piacenza che nella finale promozione, sostanzialmente, si equivalsero: a fronte di una vittoria per 35-33 del club emiliano in casa propria all'andata fece riscontro l'affermazione dei siciliani al ritorno con il punteggio di 15-8 per cui, con entrambe le squadre a pari punteggio (una vittoria per parte con un punto di bonus 6-6 e pari mete segnate), fu decisivo il risultato combinato che vide prevalere il Catania per 48-43.
A retrocedere in serie B furono Paese e Badia, ultime dei rispettivi gironi.

## Squadre partecipanti

### Girone A
| Club            | Sponsor | Città           | Impianto interno         |
| --------------- | ------- | --------------- | ------------------------ |
| Amatori Alghero |         | Alghero         | Stadio Maria Pia         |
| Amatori Catania |         | Catania         | Stadio Goretti           |
| Benevento       |         | Benevento       | Stadio Pacevecchia       |
| Botticino       |         | Botticino       | Campo la Colombera       |
| Capitolina      |         | Roma            | Campo dell'Unione        |
| Mogliano        |         | Mogliano Veneto | Stadio Quaggia           |
| Paese           |         | Paese           | Stadio Visentin          |
| Pro Recco       |         | Recco           | Stadio Androne           |
| Reggio Emilia   |         | Reggio Emilia   | Stadio Crocetta Canalina |
| Silea           |         | Silea           |                          |

### Girone B
| Club            | Sponsor | Città             | Impianto interno                 |
| --------------- | ------- | ----------------- | -------------------------------- |
| Badia           |         | Badia Polesine    | Nuovi impianti sportivi comunali |
| CUS Firenze     |         | Firenze           | Impianto sportivo Padovani       |
| I Cavalieri     |         | Prato             | Stadio Chersoni                  |
| Lazio&Primavera |         | Roma              | C.S. Giulio Onesti               |
| Lyons           |         | Piacenza          | Stadio Beltrametti               |
| Mirano          |         | Mirano            | Stadio di Rugby                  |
| Modena          |         | Modena            | Stadio Collegarola               |
| Piacenza        |         | Piacenza          | Stadio Beltrametti               |
| San Donà        |         | San Donà di Piave | Stadio Torresan                  |
| Veneziamestre   |         | Favaro Veneto     | Centro sportivo comunale         |

## Formula
Nella stagione regolare le 20 squadre furono ripartite su due gironi all'italiana da 10 squadre ciascuno, in ognuno dei quali esse si incontrarono con gare di andata e ritorno.
Al termine della prima fase, le vincitrici dei due gironi s'incontrarono in partita di andata e ritorno per determinare la squadra promossa in Super 10 per la stagione successiva.
L'ultima classificata di ciascuna dei due gironi retrocedette in serie B.

## Stagione regolare

### Girone A
| 19-10-2003 | 1ª/10ª giornata             | 25-1-2004 |
| ---------- | --------------------------- | --------- |
| 36-15      | Am. Alghero - Benevento     | 35-31     |
| 19-22      | Mogliano - Am. Catania      | 11-31     |
| 41-13      | Reggio Emilia - Paese       | 18-10     |
| 15-37      | Botticino - Silea           | 8-26      |
| 19-13      | Capitolina - Pro Recco      | 13-9      |
|            |                             |           |
| 16-11-2003 | 4ª/13ª giornata             | 14-3-2004 |
| 40-11      | Pro Recco - Mogliano        | 13-10     |
| 20-14      | Reggio Emilia - Am. Alghero | 18-23     |
| 11-21      | Benevento - Silea           | 8-28      |
| 20-17      | Paese - Botticino           | 27-35     |
| 21-12      | Capitolina - Am. Catania    | 3-19      |
|            |                             |           |
| 14-12-2003 | 7ª/16ª giornata             | 4-4-2004  |
| 27-17      | Am. Catania - Pro Recco     | 31-22     |
| 14-24      | Mogliano - Capitolina       | 10-38     |
| 35-21      | Benevento - Paese           | 21-16     |
| 26-52      | Botticino - Am. Alghero     | 26-65     |
| 33-17      | Silea - Reggio Emilia       | 21-22     |

| 26-10-2003 | 2ª/11ª giornata             | 1-2-2004  |
| ---------- | --------------------------- | --------- |
| 20-6       | Am. Catania - Reggio Emilia | 18-24     |
| 16-19      | Pro Recco - Am. Alghero     | 8-37      |
| 30-0       | Benevento - Botticino       | 21-30     |
| 3-44       | Paese - Capitolina          | 21-45     |
| 34-14      | Silea - Mogliano            | 19-19     |
|            |                             |           |
| 30-11-2003 | 5ª/14ª giornata             | 14-3-2004 |
| 25-19      | Am. Alghero - Capitolina    | 30-5      |
| 28-26      | Am. Catania - Benevento     | 32-20     |
| 33-5       | Mogliano - Paese            | 14-5      |
| 17-33      | Botticino - Reggio Emilia   | 17-17     |
| 50-7       | Silea - Pro Recco           | 20-14     |
|            |                             |           |
| 21-12-2003 | 8ª/17ª giornata             | 18-4-2004 |
| 15-14      | Am. Alghero - Mogliano      | 32-15     |
| 37-20      | Reggio Emilia - Benevento   | 27-8      |
| 28-26      | Botticino - Am. Catania     | 14-75     |
| 5-26       | Paese - Pro Recco           | 16-22     |
| 11-3       | Capitolina - Silea          | 21-12     |

| 9-11-2003 | 3ª/12ª giornata            | 8-2-2004  |
| --------- | -------------------------- | --------- |
| 35-5      | Am. Alghero - Paese        | 41-24     |
| 36-3      | Am. Catania - Silea        | 17-59     |
| 25-10     | Mogliano - Benevento       | 55-34     |
| 19-52     | Botticino - Pro Recco      | 10-40     |
| 26-10     | Capitolina - Reggio Emilia | 29-17     |
|           |                            |           |
| 7-12-2003 | 6ª/15ª giornata            | 28-3-2004 |
| 21-28     | Am. Alghero - Am. Catania  | 18-35     |
| 43-14     | Pro Recco - Benevento      | 19-25     |
| 38-5      | Reggio Emilia - Mogliano   | 28-22     |
| 7-22      | Paese - Silea              | 22-36     |
| 21-3      | Capitolina - Botticino     | 48-21     |
|           |                            |           |
| 18-1-2004 | 9ª/18ª giornata            | 25-4-2004 |
| 70-14     | Am. Catania - Paese        | 38-12     |
| 36-10     | Mogliano - Botticino       | 52-32     |
| 31-12     | Pro Recco - Reggio Emilia  | 7-41      |
| 23-29     | Benevento - Capitolina     | 14-36     |
| 28-22     | Silea - Am. Alghero        | 12-36     |

#### Classifica
|  |     | Squadra         | G  | V  | N | P  | PF  | PS  | P±   | B  | Pt |
|  | --- | --------------- | -- | -- | - | -- | --- | --- | ---- | -- | -- |
|  | 1.  | Amatori Catania | 18 | 14 | 0 | 4  | 565 | 338 | 227  | 14 | 70 |
|  | 2.  | Amatori Alghero | 18 | 14 | 0 | 4  | 556 | 345 | 211  | 13 | 69 |
|  | 3.  | Capitolina      | 17 | 14 | 0 | 3  | 416 | 245 | 171  | 8  | 64 |
|  | 4.  | Reggio Emilia   | 18 | 11 | 1 | 6  | 426 | 334 | 92   | 7  | 53 |
|  | 5.  | Silea           | 18 | 12 | 1 | 5  | 464 | 307 | 157  | 1  | 51 |
|  | 6.  | Pro Recco       | 18 | 8  | 0 | 10 | 399 | 379 | 20   | 11 | 43 |
|  | 7.  | Mogliano        | 18 | 6  | 1 | 11 | 379 | 430 | −51  | 8  | 34 |
|  | 8.  | Benevento       | 17 | 4  | 0 | 13 | 352 | 482 | −130 | 9  | 25 |
|  | 9.  | Botticino       | 18 | 3  | 1 | 14 | 328 | 678 | −350 | 7  | 21 |
|  | 10. | Paese           | 18 | 1  | 0 | 17 | 246 | 593 | −347 | 3  | 7  |

### Girone B
| 19-10-2003 | 1ª/10ª giornata               | 25-1-2004 |
| ---------- | ----------------------------- | --------- |
| 20-16      | CUS Firenze - I Cavalieri     | 5-23      |
| 10-29      | Lyons - Lazio&Primavera       | 13-17     |
| 23-26      | Mirano - Modena               | 20-17     |
| 29-13      | San Donà - Badia              | 21-26     |
| 21-20      | Veneziamestre - Piacenza      | 11-36     |
|            |                               |           |
| 16-11-2003 | 4ª/13ª giornata               | 14-3-2004 |
| 28-5       | I Cavalieri - Lazio&Primavera | 22-12     |
| 48-5       | Piacenza - San Donà           | 33-5      |
| 17-23      | Mirano - CUS Firenze          | 10-46     |
| 27-27      | Modena - Lyons                | 18-60     |
| 29-11      | Veneziamestre - Badia         | 43-10     |
|            |                               |           |
| 14-12-2003 | 7ª/16ª giornata               | 4-4-2004  |
| 36-13      | I Cavalieri - Modena          | 12-26     |
| 13-17      | Lazio&Primavera - Mirano      | 10-6      |
| 19-24      | Lyons - CUS Firenze           | 23-40     |
| 7-54       | Badia - Piacenza              | 8-122     |
| 14-53      | San Donà - Veneziamestre      | 25-44     |

| 26-10-2003 | 2ª/11ª giornata                 | 1-2-2004  |
| ---------- | ------------------------------- | --------- |
| 37-19      | I Cavalieri - Lyons             | 29-23     |
| 33-27      | Lazio&Primavera - San Donà      | 5-10      |
| 69-10      | Piacenza - CUS Firenze          | 67-12     |
| 18-20      | Badia - Mirano                  | 5-40      |
| 6-52       | Modena - Veneziamestre          | 22-38     |
|            |                                 |           |
| 30-11-2003 | 5ª/14ª giornata                 | 14-3-2004 |
| 16-27      | CUS Firenze - Veneziamestre     | 7-33      |
| 12-14      | Lazio&Primavera - Piacenza      | 0-68      |
| 17-19      | Lyons - Mirano                  | 12-23     |
| 17-45      | Badia - I Cavalieri             | 10-40     |
| 16-20      | San Donà - Modena               | 10-65     |
|            |                                 |           |
| 21-12-2003 | 8ª/17ª giornata                 | 18-4-2004 |
| 30-6       | CUS Firenze - San Donà          | 21-24     |
| 30-21      | Lyons - Badia                   | 23-17     |
| 11-14      | Mirano - I Cavalieri            | 14-52     |
| 17-62      | Modena - Piacenza               | 18-80     |
| 33-0       | Veneziamestre - Lazio&Primavera | 33-20     |

| 9-11-2003 | 3ª/12ª giornata               | 8-2-2004  |
| --------- | ----------------------------- | --------- |
| 11-32     | CUS Firenze - Modena          | 24-35     |
| 23-35     | Lyons - Piacenza              | 31-50     |
| 38-34     | Badia - Lazio&Primavera       | 36-38     |
| 16-13     | San Donà - I Cavalieri        | 17-43     |
| 31-13     | Veneziamestre - Mirano        | 32-25     |
|           |                               |           |
| 7-12-2003 | 6ª/15ª giornata               | 28-3-2004 |
| 43-8      | CUS Firenze - Badia           | 29-17     |
| 24-14     | Piacenza - I Cavalieri        | 25-17     |
| 29-10     | Mirano - San Donà             | 12-16     |
| 23-22     | Modena - Lazio&Primavera      | 16-19     |
| 36-0      | Veneziamestre - Lyons         | 33-20     |
|           |                               |           |
| 18-1-2004 | 9ª/18ª giornata               | 25-4-2004 |
| 0-14      | I Cavalieri - Veneziamestre   | 23-12     |
| 26-21     | Lazio&Primavera - CUS Firenze | 12-29     |
| 53-7      | Piacenza - Mirano             | 52-11     |
| 19-21     | Badia - Modena                | 19-47     |
| 15-12     | San Donà - Lyons              | 19-22     |

#### Classifica
|  |     | Squadra         | G  | V  | N | P  | PF  | PS  | P±   | B  | Pt |
|  | --- | --------------- | -- | -- | - | -- | --- | --- | ---- | -- | -- |
|  | 1.  | Piacenza        | 18 | 17 | 0 | 1  | 860 | 218 | 642  | 14 | 82 |
|  | 2.  | Veneziamestre   | 18 | 16 | 0 | 2  | 559 | 240 | 319  | 13 | 77 |
|  | 3.  | I Cavalieri     | 18 | 12 | 0 | 6  | 443 | 271 | 172  | 10 | 58 |
|  | 4.  | CUS Firenze     | 18 | 9  | 0 | 9  | 382 | 454 | −72  | 9  | 45 |
|  | 5.  | Modena          | 18 | 9  | 1 | 8  | 347 | 521 | −174 | 7  | 45 |
|  | 6.  | Lazio&Primavera | 18 | 7  | 0 | 11 | 290 | 411 | −121 | 10 | 38 |
|  | 7.  | Mirano          | 18 | 7  | 0 | 11 | 305 | 405 | −100 | 8  | 36 |
|  | 8.  | San Donà        | 18 | 6  | 0 | 12 | 256 | 435 | −179 | 7  | 31 |
|  | 9.  | Lyons           | 18 | 4  | 1 | 13 | 362 | 470 | −108 | 8  | 26 |
|  | 10. | Badia           | 18 | 2  | 0 | 16 | 281 | 661 | −380 | 6  | 14 |

## Play-offpromozione
| Arbitro: | Lombardi (Napoli) |

|                                                 |      |                                                          |
| Carera 27’ Rolleston 54’ Sandri 63’ Franchi 78’ | mt   | 43’ Recalde 49’ Chiappini 59’, 71’ Viassolo 83’ Di Paola |
| Rolleston 54’, 63’, 78’                         | tr   | 43’, 49’, 59’, 71’ Chiappini                             |
| Rolleston 10’, 14’, 67’                         | c.p. |                                                          |

| Arbitro: | Mancini (Frascati) |

|                           |      |               |
| de Jager 16’ Di Paola 40’ | mt   | 45’ Porfido   |
| Chiappini 16’             | tr   |               |
| Chiappini 77’             | c.p. | 31’ Rolleston |

## Verdetti
- Amatori Catania: promossa in Super 10 2004-05
- Paese e Badia: retrocesse in serie B 2004-05